# Toleranční evangelický kostel (Bučina)
Toleranční evangelický kostel v Bučině v okrese Ústí nad Orlicí je od roku 2003 památkově chráněný evangelický chrám.

## Historie sboru
Tajní nekatolíci v obci i jejím okolí dobu protireformace přežili a po vyhlášení tolerančního patentu v roce 1781 se většina obyvatel obce Bučina a menší část obyvatel z okolí přihlásili k reformovanému vyznání. V oblasti byla i silná pozice sektářství.
Reformovaný sbor se ustavil v roce 1782 a nejprve se jeho členové scházeli ve statku (s čp. 12). Zprvu sbor neměl vlastního kazatele, ustaven byl 30. června 1783.
Sbor požádal o "vrácení" římskokatolického kostela svatého Jakuba Většího, který byl údajně v období před rokem 1620 kostelem evangelický, ale nezískali ho. V roce 1786 si na nově zřízeném evangelickém hřbitově postavil vlastní modlitebnu.

## Toleranční modlitebna
Základní kámen modlitebny v centru obce, která musila respektovat platné toleranční předpisy, byl položen 18. dubna 1786. Na stavbu přispěl i majitel litomyšlského panství hrabě Jiří Kristián z Valdštejna-Vartenberka. Modlitebna byla postavena na obecním pozemku v době, kdy farářem byl Mihály Gaal, v těsném sousedství dříve založeného evangelického hřbitova. První modlitebna byla jednoduchá a sloužila mnoho let. Neměla věž a vchod byl (a zůstal) přímo ze hřbitova. Opravován byl v roce 1859, kdy byly na střechu byly položeny dvojité tašky. Podle historky, která se v místě dochovala, se tak stalo v době nepřítomnosti evangelického faráře Jana Janaty, který nemohl zdálky svůj kostel vůbec poznat.
V roce 1883 byl postaven novorenesanční štít v průčelí s kalichem a nápisem Pojďme chválit Boha našeho. Byl upraven nynější vchod v průčelí a v roce 1884 byla přistavena nízká vížka.
V roce 1831 byly do modlitebny postaveny varhany a v roce 1841 také kazatelna a stůl Páně. Další oprava kostela byla v roce 1928. Oběma opravami a přestavbami se ztratil původní vzhled toleranční modlitebny. Poslední oprava probíhala v roce 1996.

## Hřbitov
Evangelický hřbitov v Bučině reformovaná církev zřídila v roce 1782, dodatečně byl dostavěna jednoduchá novorenesanční brána. Hřbitov je vymezen ohradní zdí s hlavní branou.

## Fara
První dřevěná fara byla postavena již v roce 1787. Téměř o osmdesát let později v roce 1866 byla na stejném místě postavena fara zděná. Slouží dodnes, adaptována byla v letech 1959-1960, 1963 a 1997. Je situována naproti vstupu na evangelický hřbitov obklopujícího kostel. V přízemí je upraven prostor pro sborová shromáždění během zimního období.

## Evangelická škola
Neúspěšné pokusy o založení školy se uskutečnily v letech 1827 a znovu v roce 1849, ke zřízení došlo až v roce 1858. V roce 1859 byla postavena nová školní budova. V lednu 1871 bylo jednotřídní škole uděleno právo veřejnosti, velmi brzy o právo přišla. Obecná škola byla v obci zřízena mezi léty 1874-1876 ve stávající budově, kterou sbor pronajal obci.

## Památková péče
Je to jeden z prvních tolerančních kostelů v regionu postavený v osmdesátých letech 18. století a doplněný v roce 1883 o reprezentativní průčelí. Výrazným prvkem areálu je vstupní hřbitovní brány z téže doby. Památkově chráněn je toleranční evangelický kostel, hřbitov se vstupní branou a ohradní zdí. Architektonický celek evangelického areálu se významně uplatňuje v prostoru obce.